# Saint-Maurice-de-Beynost
Saint-Maurice-de-Beynost – miejscowość i gmina we Francji, w regionie Owernia-Rodan-Alpy, w departamencie Ain.

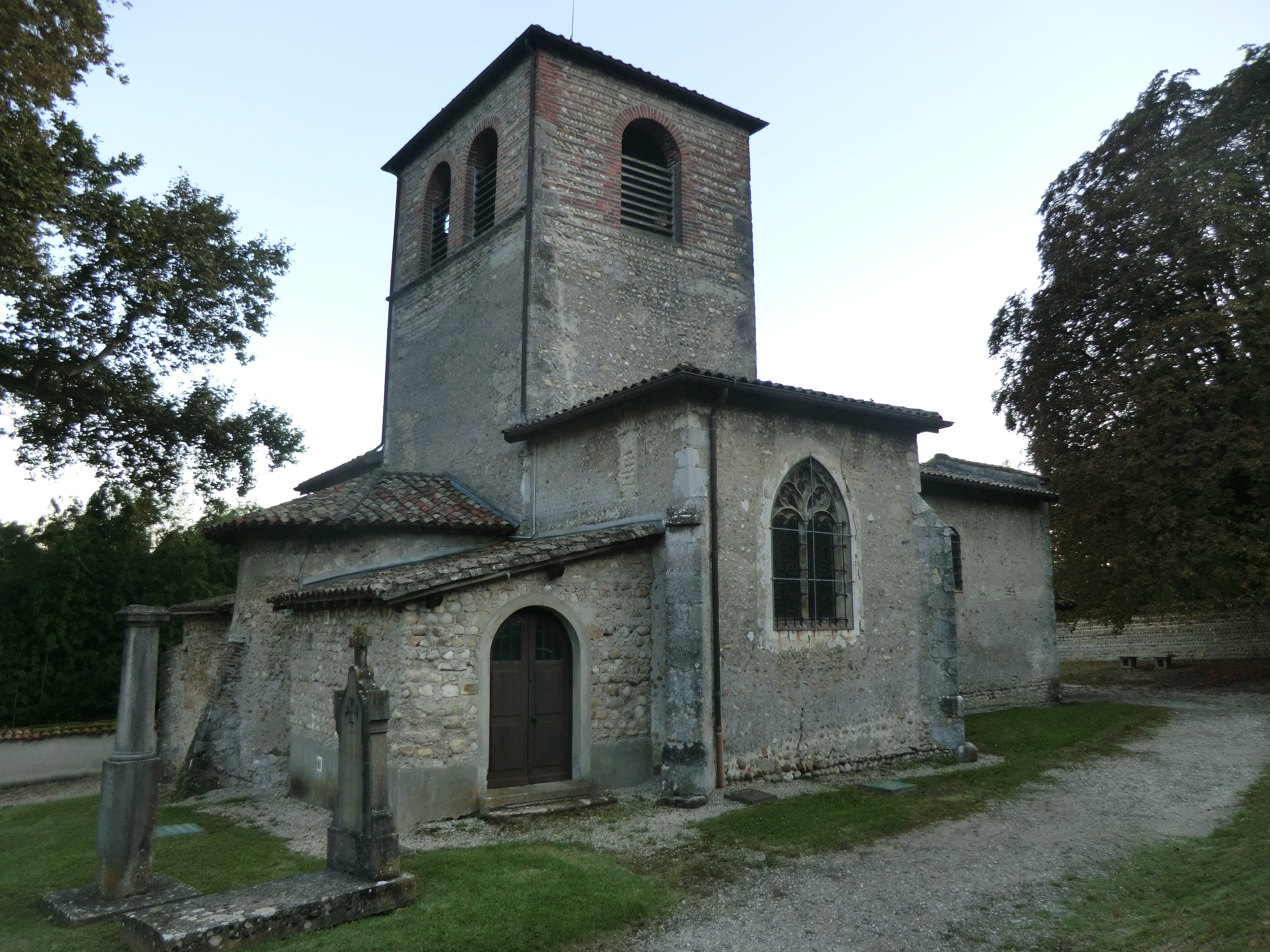
Kościół św. Maurycego (2012 r.)

## Demografia
Według danych na styczeń 2012 roku gminę zamieszkiwały 3934 osoby, a gęstość zaludnienia wynosiła 562,8 osób/km².